# 884 a.C.
L'884 a.C. (DCCCLXXXIV a.C. in numeri romani) è un anno  del IX secolo a.C.

## Eventi
- Smendes III è primo profeta di Amon.

## Morti
- Iuwlot, sacerdote egizio